# Ruta Provincial 12 (San Juan)
La Ruta Provincial 12 es una carretera argentina, que se encuentra en el centro sur de la Provincia de San Juan. Cuyo recorrido total es de 84 kilómetros, de los cuales 35 kilómetros en la actualidad son transitables. Teniendo como extremos la Ruta Nacional 149 y la Ruta Provincial 7 o "calle Mendoza", en el microcentro de la ciudad de San Juan. Tiene la particularidad de atravesar la zona oeste del aglomerado urbano del Gran San Juan, con el nombre de "avenida José Ignacio de la Roza".

## Historia
El camino entre San Juan y Calingasta se construyó en 1927. Cuando la Dirección Nacional de Vialidad efectuó la primera numeración de rutas nacionales, el 3 de septiembre de 1935, la carretera se convirtió en un tramo de la Ruta Nacional 18 cuya traza se extendía entre la ciudad entrerriana de Concordia y el límite con Chile. En 1943 este camino formó parte de la Ruta Nacional 20 que se extendía entre la ciudad de Córdoba y la localidad de Calingasta.
Mediante el Decreto Nacional 1595 del año 1979 se prescribió que este tramo (junto con otras carreteras) pasara a jurisdicción provincial. De esta manera cambió su nombre a Ruta Provincial 12. En el año 2002 el tramo entre Calingasta y Pachaco pasó nuevamente a depender de la DNV, junto con otras rutas provinciales, cambiando su denominación a Ruta Nacional 149.

## Recorrido
La ruta comienza en el microcentro de la ciudad de San Juan, como avenida José Ignacio de la Roza, conocida popularmente como "avenida central", donde su recorrido atraviesa varios edificios públicos como el centro cívico y religiosos como la Catedral. Luego transita por Desamparados (Distrito del departamento Capital), donde se observa una importante zona residencial del Gran San Juan. 
La ruta continua hacia el oeste, donde logra ingresar al departamento Rivadavia, primero atravesando importantes centros educativos como el Complejo Universitario Islas Malvinas, sede de facultades dependientes de la Universidad Nacional de San Juan y la Universidad Católica de Cuyo, luego una zona comercial seguido por importantes plantaciones de olivos, donde se destaca la localidad de La Bebida, un asentamiento emplazado linealmente con respecto de la ruta. Es hasta esta zona donde recibe el nombre de "Avenida José Ignacio de la Roza"
La ruta continua hacia el oeste, esta vez en forma de dos carriles separados por un canal pluvial, donde hay una plantación de pinos que separan los dos carriles. Aquí se observa un paisaje desértico despoblado de escasa vegetación, destacándose una importante actividad minera. Luego la ruta atraviesa la Quebrada de Zonda, una zona de varios sitios turísticos (véase sitios turísticos de Rivadavia).
Luego la carretera ingresa al departamento Zonda, observándose un paisaje completamente cultivado por vides, rodeado de serranías, luego atraviesa la localidad cabecera de este departamento Villa Basilio Nievas, una localidad cuyo modo de vida es rural. Su recorrido continúa por el resto del Valle de Zonda hasta entrar a un espacio desértico completamente accidentado (montañoso), donde la ruta continua su recorrido en la ribera del río San Juan, en una zona de barrancas, donde la misma es muy estrecha y sinuosa. Allí atraviesa importantes obras hidroeléctricas, como la Represa Punta Negra y el Embalse Caracoles inaugurado en el año 2008. Luego continúa hasta el empalme con la Ruta Nacional 149, junto al puente Ingeniero Raúl Suárez sobre el Río San Juan en la localidad de Pachaco, donde finaliza su recorrido.
Departamento Capital
- San Juan kilómetro 0
- Desmparados km 3

Departamento Rivadavia
- Rivadavia km 6
- La Bebida km 9
- Quebrada de Zonda km 16

Departamento Zonda
- Villa Basilio Nievas km 22
- Embalse Punta Negra (en funcionamiento desde agosto de 2015) km 33
- Embalse Caracoles (en funcionamiento desde 2009) km 51